# Estació de l'Hospitalet de Llobregat
L'Hospitalet de Llobregat i Rambla Just Oliveras és un intercanviador ferroviari situat a la cruïlla de la Rambla Just Oliveras amb l'Avinguda Josep Tarradellas a l'Hospitalet de Llobregat (Barcelonès). Està format per una estació de ferrocarril d'adif, anomenada l'Hospitalet de Llobregat, i una del metro de Barcelona, anomenada Rambla Just Oliveras.
L'estació de ferrocarril dona servei a trens de Rodalies de Catalunya, en concret les línies R1, R3, R4 i RG1, tots ells de Renfe Operadora.
L'estació del metro de Barcelona dona servei a la L1. Existeix l'estació de metro des del 1987 amb l'ampliació de la L1 fins a Avinguda Carrilet. L'estació de rodalia és més antiga, ja que existeix des que es va construir la línia de Vilafranca al segle xix, però és estació de Rodalies des que es va crear la xarxa, molt més recentment.
L'Hospitalet de Llobregat és capçalera de la línia R3 i de part dels serveis de la R1.
L'any 2016, l'estació de Rodalies va registrar l'entrada de 2.020.000 passatgers, La del Metro va registrar-ne 1.740.758.
Sobre l'estació del ferrocarril hi passa una passarel·la per a vianants amb estructura metàl·lica de bigues de gelosia construïda entre 1908 i 1911.

## Serveis ferroviaris
| Metro de Barcelona                                      |                   |       |           |                                                                                  |
| Procedència/Destinació                                  | <                 | Línia | >         | Procedència/Destinació                                                           |
| Hospital de Bellvitge                                   | Av. Carrilet      |       | Can Serra | Fondo                                                                            |
| Rodalia de Barcelona                                    |                   |       |           |                                                                                  |
| Procedència/Destinació                                  | <                 | Línia | >         | Procedència/Destinació                                                           |
| Molins de Rei terminal                                  | Cornellà terminal |       | Sants     | Mataró Arenys de Mar Calella Blanes Maçanet-Massanes                             |
| terminal                                                | terminal          |       | Sants     | Granollers-Canovelles La Garriga Vic Ripoll / Ribes de Freser / La Tor de Querol |
| Sant Vicenç de Calders Vilafranca del Penedès Martorell | Cornellà          |       | Sants     | Terrassa Manresa                                                                 |
| Rodalia de Girona                                       |                   |       |           |                                                                                  |
| Procedència/Destinació                                  | <                 | Línia | >         | Procedència/Destinació                                                           |
| terminal                                                | terminal          |       | Sants     | Figueres Portbou                                                                 |

## Accessos
- Avinguda Josep Tarradellas
- Rambla Just Oliveras
- Avinguda de Can Serra